# Nécropole de Grebnice-Bunčići
La nécropole de Grebnice-Bunčići se trouve en Bosnie-Herzégovine, dans la municipalité de Bileća. Elle est constituée de 291 stećci, un type particulier de tombes médiévales. Elle abrite aussi un tumulus préhistorique.

## Localisation
La nécropole de Grebnice-Bunčići se trouve dans le village de Radmilovića Dubrava, à Bileća, en Bosnie-Herzégovine.

## Description
Elle est constituée de 291 stećci, un type particulier de tombes médiévales. Elle abrite par ailleurs un tumulus préhistorique.

## Protection
La nécropole de Grebnice-Bunčići est inscrite sur la liste des monuments nationaux de Bosnie-Herzégovine et fait partie des 22 sites avec des stećci proposés par le pays pour une inscription au patrimoine mondial de l'UNESCO.